# Repetição negativa
Uma repetição negativa é a repetição de uma técnica no levantamento de peso em que o atleta executa a fase excêntrica do movimento. Em vez de levantar o peso lentamente e com a forma adequada, um observador (spotter) geralmente auxilia na parte concêntrica, ou seja,  na fase de contração do músculo, enquanto o atleta realiza a fase excêntrica de maneira controlada por 3 a 6 segundos.

## Função
As repetições negativas são utilizadas para aumentar tanto a força quanto a potência muscular dos indivíduos.
Devido às suas propriedades mecânicas, essa forma de treinamento pode ser aplicada tanto a indivíduos saudáveis quanto àqueles em reabilitação. Estudos demonstraram que as repetições negativas, ou "treinamento de fase excêntrica", combinam uma alta intensidade de força no músculo com um menor custo energético em comparação com o treinamento concêntrico tradicional, que requer de 4 a 5 vezes mais energia que o primeiro. Isso justifica o fato de esse tipo de treinamento ser mais benéfico e menos arriscado para indivíduos em reabilitação ou com uma capacidade esportiva limitada.

## História
O treinamento excêntrico é frequentemente associado aos termos "dor muscular" e "lesão muscular". Em 1902, Theodore Hough descobriu e desenvolveu o conceito de DOMS (delayed onset muscle soreness, ou dor muscular tardia) após observar que exercícios que incluem repetições negativas causavam dores musculares em atletas. Hough acreditava que isso resultava em rupturas musculares. Ao se aprofundar no assunto, ele descobriu que o músculo "se adapta rapidamente e se acostuma ao aumento da tensão aplicado" quando submetido a exercícios excêntricos que provocam dor. O resultado foi que, além de a dor muscular diminuir, os danos também se reduziram.

## Benefícios para a saúde dos idosos
Foi comprovado que o treinamento de resistência excêntrico melhora a mobilidade funcional de adultos mais velhos. Estudos demonstraram que o treinamento excêntrico do corpo inferior, em específico o dos músculos extensores do joelho, é essencial para a prevenção de quedas nessa população e para a manutenção da sua independência.
Um estudo que avaliou o impacto do treinamento excêntrico na faixa etária de 65 a 87 anos demonstrou que, em 12 semanas, a força dos extensores do joelho aumentou em até 26%. À luz dessa evidência, é razoável concluir que as repetições negativas podem beneficiar a saúde dos adultos mais velhos.

## Tratamento de tendinopatia
Estudos também indicam que o treinamento excêntrico pode contribuir para o tratamento de determinadas tendinites. O uso desse méteodo por 12 semanas pode ser uma alternativa terapêutica para pessoas que sofrem de tendinopatia patelar (joelho do saltador). Além disso, há evidências de que o treinamento excêntrico pode auxiliar no tratamento da tendinopatia crônica do tendão de Aquiles. Segundo vários estudos, a implementação de um programa excêntrico de 12 semanas para os músculos da panturrilha pode reabilitar indivíduos, permitindo-lhes recuperar a função prévia à tendinopatia. No entanto, as razões exatas para os benefícios do treinamento excêntrico no tratamento da tendinopatia ainda não estão completamente esclarecidas.